# Gare de Moreuil
Gare de Moreuil vasútállomás Franciaországban, Moreuil településen.

## Vasútvonalak
Az állomást az alábbi vasútvonalak érintik:
- Ormoy-Villers-Boves-vasútvonal

## Kapcsolódó állomások
A vasútállomáshoz az alábbi állomások vannak a legközelebb:
- Gare d’Hargicourt - Pierrepont
- Gare de Thézy-Glimont